# Eustala vellardi
Eustala vellardi är en spindelart som beskrevs av Cândido Firmino de Mello-Leitão 1924. Eustala vellardi ingår i släktet Eustala och familjen hjulspindlar. Inga underarter finns listade i Catalogue of Life.